# Grand Prix Formule 1 van Europa 1993
De Grand Prix Formule 1 van Europa 1993 werd gehouden op 11 april 1993 op het circuit van Donington.

## Uitslag
| Positie | Nummer | Rijder               | Team                  | Ronden | Tijd/Opgave     | Startplaats | Punten |
| ------- | ------ | -------------------- | --------------------- | ------ | --------------- | ----------- | ------ |
| 1       | 8      | Ayrton Senna         | McLaren-Ford          | 76     | 1:50:46.570     | 4           | 10     |
| 2       | 0      | Damon Hill           | Williams-Renault      | 76     | +1:23.199       | 2           | 6      |
| 3       | 2      | Alain Prost          | Williams-Renault      | 75     | +1 Ronde        | 1           | 4      |
| 4       | 12     | Johnny Herbert       | Lotus-Ford            | 75     | +1 Ronde        | 11          | 3      |
| 5       | 6      | Riccardo Patrese     | Benetton-Ford         | 74     | +2 Rondes       | 10          | 2      |
| 6       | 24     | Fabrizio Barbazza    | Minardi-Ford          | 74     | +2 Rondes       | 20          | 1      |
| 7       | 23     | Christian Fittipaldi | Minardi-Ford          | 73     | +3 Rondes       | 16          |        |
| 8       | 11     | Alessandro Zanardi   | Lotus-Ford            | 72     | +4 Rondes       | 13          |        |
| 9       | 20     | Érik Comas           | Larrousse-Lamborghini | 72     | +4 Rondes       | 17          |        |
| 10      | 14     | Rubens Barrichello   | Jordan-Hart           | 70     | Benzinesysteem  | 12          |        |
| 11      | 21     | Michele Alboreto     | Lola-Ferrari          | 70     | +6 Rondes       | 24          |        |
| NF      | 9      | Derek Warwick        | Arrows-Mugen-Honda    | 66     | Versnellingsbak | 14          |        |
| NF      | 15     | Thierry Boutsen      | Jordan-Hart           | 61     | Gaspedaal       | 19          |        |
| NF      | 4      | Andrea de Cesaris    | Tyrrell-Yamaha        | 55     | Versnellingsbak | 25          |        |
| NF      | 27     | Jean Alesi           | Ferrari               | 36     | Versnellingsbak | 9           |        |
| NF      | 10     | Aguri Suzuki         | Arrows-Mugen-Honda    | 29     | Versnellingsbak | 23          |        |
| NF      | 19     | Philippe Alliot      | Larrousse-Lamborghini | 27     | Botsing         | 15          |        |
| NF      | 5      | Michael Schumacher   | Benetton-Ford         | 22     | Spin            | 3           |        |
| NF      | 26     | Mark Blundell        | Ligier-Renault        | 20     | Spin            | 21          |        |
| NF      | 28     | Gerhard Berger       | Ferrari               | 19     | Ophanging       | 8           |        |
| NF      | 30     | Jyrki Järvilehto     | Sauber                | 13     | Handling        | 7           |        |
| NF      | 3      | Ukyo Katayama        | Tyrrell-Yamaha        | 11     | Koppeling       | 18          |        |
| NF      | 25     | Martin Brundle       | Ligier-Renault        | 7      | Spin            | 22          |        |
| NF      | 29     | Karl Wendlinger      | Sauber                | 0      | Botsing         | 5           |        |
| NF      | 7      | Michael Andretti     | McLaren-Ford          | 0      | Botsing         | 6           |        |
| NQ      | 22     | Luca Badoer          | Lola-Ferrari          |        |                 |             |        |

## Wetenswaardigheden
- Ayrton Senna zette de snelste ronde van de race neer toen hij door de pitstraat reed, waarmee hij aantoonde dat door de pitstraat rijden sneller was dan over het laatste gedeelte van het circuit.
- Senna reed vijfde na de start, maar tegen het einde van de eerste ronde reed hij in regenachtige condities al eerst. In een circuit dat afwisselend droog en nat was maakte de Braziliaan vier stops terwijl Prost er zeven maakte.
- Johnny Herbert reed met zijn Lotus een merkwaardige race met slechts één pitstop. Hierdoor eindigde hij vierde.

## Statistieken
| Pole-position | Alain Prost  | Williams-Renault | 1:10.458 |
| Snelste ronde | Ayrton Senna | McLaren-Ford     | 1:18.029 |

Als eretitel: 1923 (Italië) · 1924 (Frankrijk) · 1925 (België) · 1926 (San Sebastián) · 1927 (Italië) · 1928 (Italië) · 1930 (België) · 1947 (België) · 1948 (Zwitserland) · 1949 (Italië) · 1950 (Groot-Brittannië) · 1951 (Frankrijk) · 1952 (België) · 1954 (Duitsland) · 1955 (Monaco) · 1956 (Italië) · 1957 (Groot-Brittannië) · 1958 (België) · 1959 (Frankrijk) · 1960 (Italië) · 1961 (Duitsland) · 1962 (Nederland) · 1963 (Monaco) · 1964 (Groot-Brittannië) · 1965 (België) · 1966 (Frankrijk) · 1967 (Italië) · 1968 (Duitsland) · 1972 (Groot-Brittannië) · 1973 (België) · 1974 (Duitsland) · 1975 (Oostenrijk) · 1976 (Nederland) · 1977 (Groot-Brittannië)
Als alleenstaande race: 1983 · 1984 · 1985 · 1993 · 1994 · 1995 · 1996 · 1997 · 1999 · 2000 · 2001 · 2002 · 2003 · 2004 · 2005 · 2006 · 2007 · 2008 · 2009 · 2010 · 2011 · 2012 · 2016